# Laugnac
Laugnac település Franciaországban, Lot-et-Garonne megyében. Lakosainak száma 692 fő (2022. január 1.). Laugnac Cours, Castella, Foulayronnes, Madaillan, Prayssas és Sembas községekkel határos.

## Népesség
A település népességének változása:
| Lakosok száma | 494  | 441  | 522  | 606  | 630  | 638  | 667  | 687  | 699  | 692  |
|               | 1968 | 1982 | 1990 | 2006 | 2013 | 2015 | 2017 | 2019 | 2020 | 2022 |